# 鼎強里
鼎強里，為台灣高雄市三民區的一個行政區劃，本里現有20鄰，目前有1,711戶，人口4,438人。

## 沿革
- 1945年，原屬鼎金里的一部分
- 1981年，原鼎金里鼎力路以西獨立劃分為鼎盛里
- 1990年，鼎強里自原鼎盛里獨立劃分至今[2][3]

## 範圍
- 東界：大致沿檨仔林埤與國道一號鼎金系統交流道接仁武區
- 北界：大致沿大中一路110巷、鼎貴路62巷、鼎貴路、鼎金後路與鼎盛里相鄰
- 東南界：隔鼎力路與鼎金里相鄰
- 西南界：隔鼎中路、鼎中路554巷、560巷、鼎仁街、鼎力路267巷與鼎力里相鄰

## 里內設施
- 高雄市三民區獅湖國民小學
- 檨仔林埤濕地公園
- 東獅湖公園
- 愛河D支線